# Mariä Himmelfahrt (Johanneck)

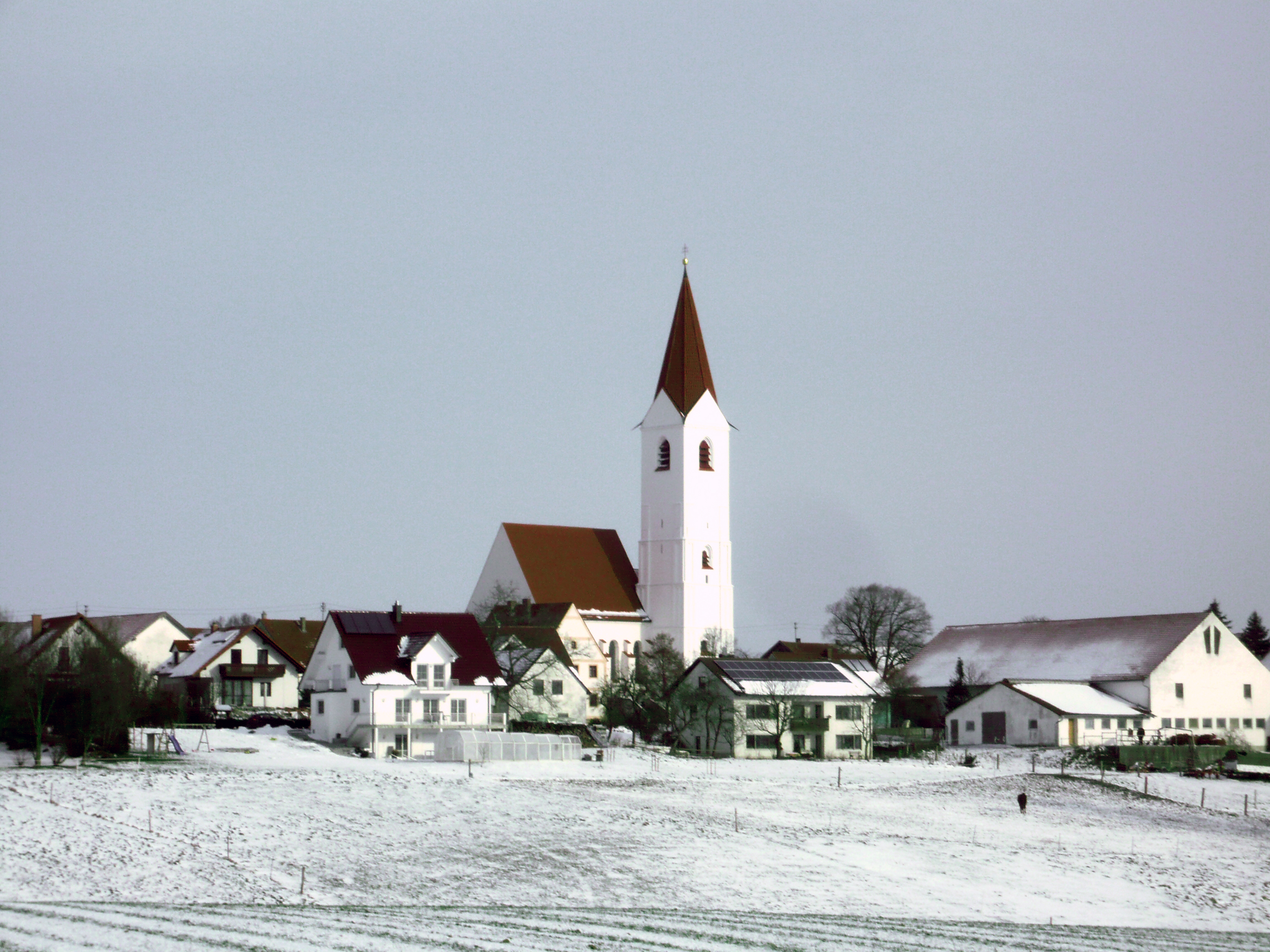
Die Kirche von Süden

Die römisch-katholische Filialkirche Mariä Himmelfahrt in Johanneck,  einem Ortsteil der Gemeinde Paunzhausen im Landkreis Freising (Oberbayern), ist eine Saalkirche aus der Gotik.

## Geschichte
Die 1466 gestiftete Kirche war ursprünglich Johannes dem Täufer geweiht. Nach Bränden wurde sie in den Jahren 1640 und 1711 ausgebaut. Sie wurde zwischen 2002 und 2007 renoviert.

## Bau
Die Kirche hat einen Chor mit drei Jochen und einem Fünfachtelschluss. Im Scheitel befinden sich gotische Maßwerkfenster. Das Langhaus verfügt über Strebepfeiler. Die Langhausfenster erhielten um 1640 im oberen Teil eine Rundung. Die Empore wurde 1640 errichtet; die obere Empore datiert erst aus dem Jahr 1887. Chor und Langhaus sind von Spitzkappentonnen überwölbt, die der Maurermeister Georg Hibler aus Kranzberg 1711 errichtete. Das Gewölbe trägt monochrome Malereien aus der Zeit um 1711. Die Kirche wurde durch Benedikt Heiß stuckiert mit Akanthus und figürlichen Motiven. Die spätgotischen Wandpfeiler im Langhaus wurden im Spätbarock ummantelt. Der Steinboden im Langhaus ist aus den Jahren 1640 und 1711. Die Eingänge befinden sich auf der Süd- und auf der Nordseite; sie sind jeweils in Form eines barocken Portikus gestaltet. Der weit sichtbare Turm mit vier Giebeln und einem Spitzhelm an der Chorsüdseite ist sechsgeschossig. Er geht auf die zweite Hälfte des 16. Jahrhunderts zurück; nach einem Brand wurden die oberen Teile im Jahr 1777 erneuert. Im Erdgeschoss des Turms ist die Sakristei eingerichtet, die ein nachgotisches Kreuzrippengewölbe hat.

## Ausstattung
Am Retabel des Hochaltars aus dem Jahr 1946 befinden sich Skulpturen der beiden Johannes von Philipp Dirr. Am Retabel des nördlichen Nebenaltars Skulpturen der hl. Sebastian und Florian aus der zweiten Hälfte des 17. Jahrhunderts, am südlichen Nebenaltar solche der hl. Georg und Lambert aus derselben Zeit. An der Langhausnordwand Skulpturengruppe der hl. Anna und Maria, darüber ein lebensgroßes Kruzifix von Philipp Dirr aus dem Jahr 1625 aus dem Freisinger Dom. Die Kirche besitzt ein Vesperbild aus der Zeit zwischen 1460 und 1470. Das Kirchengestühl stammt aus dem Jahr 1733.

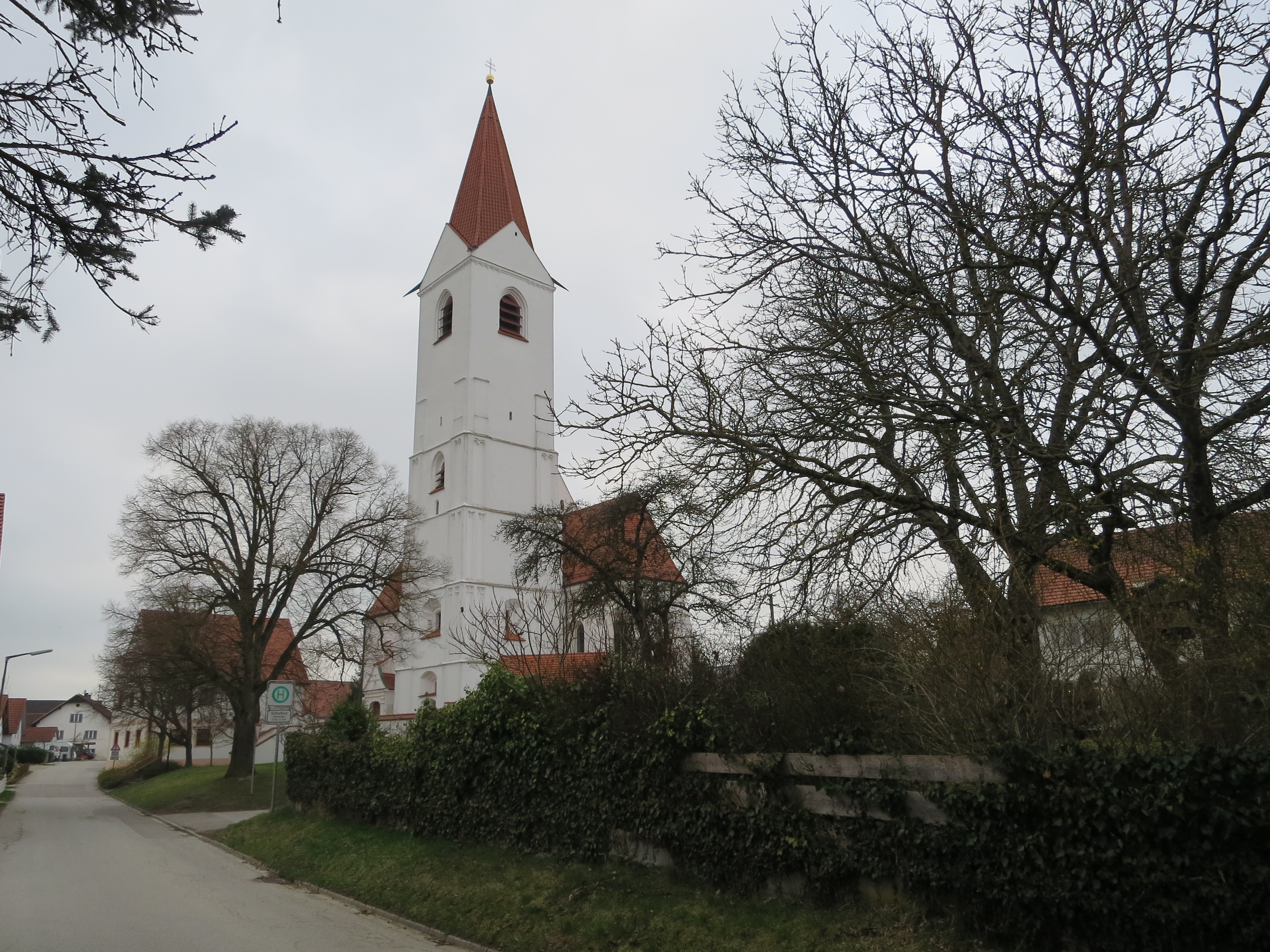
Die Kirche im Dorf
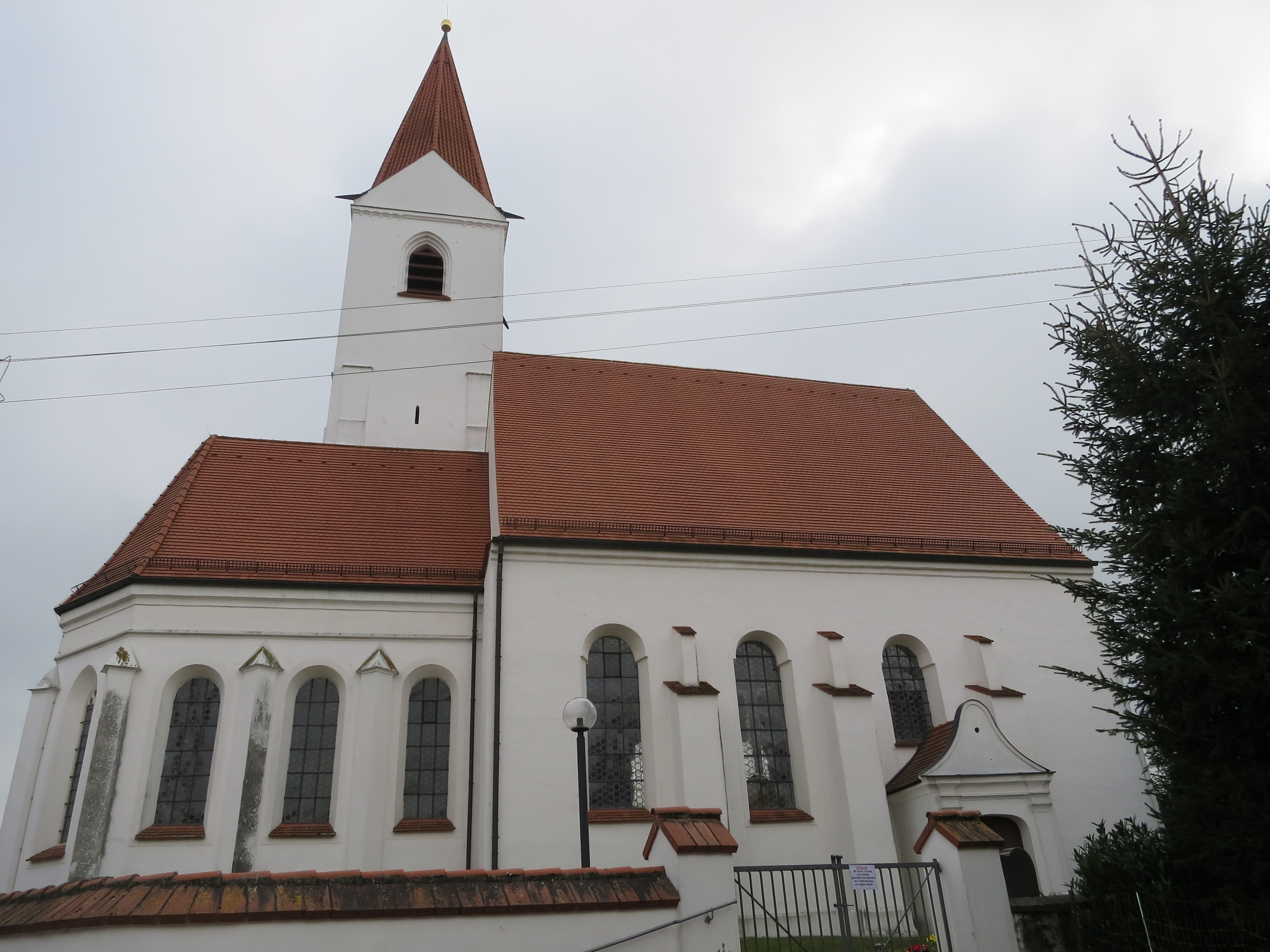
Eingang zum Friedhof und zur Kirche
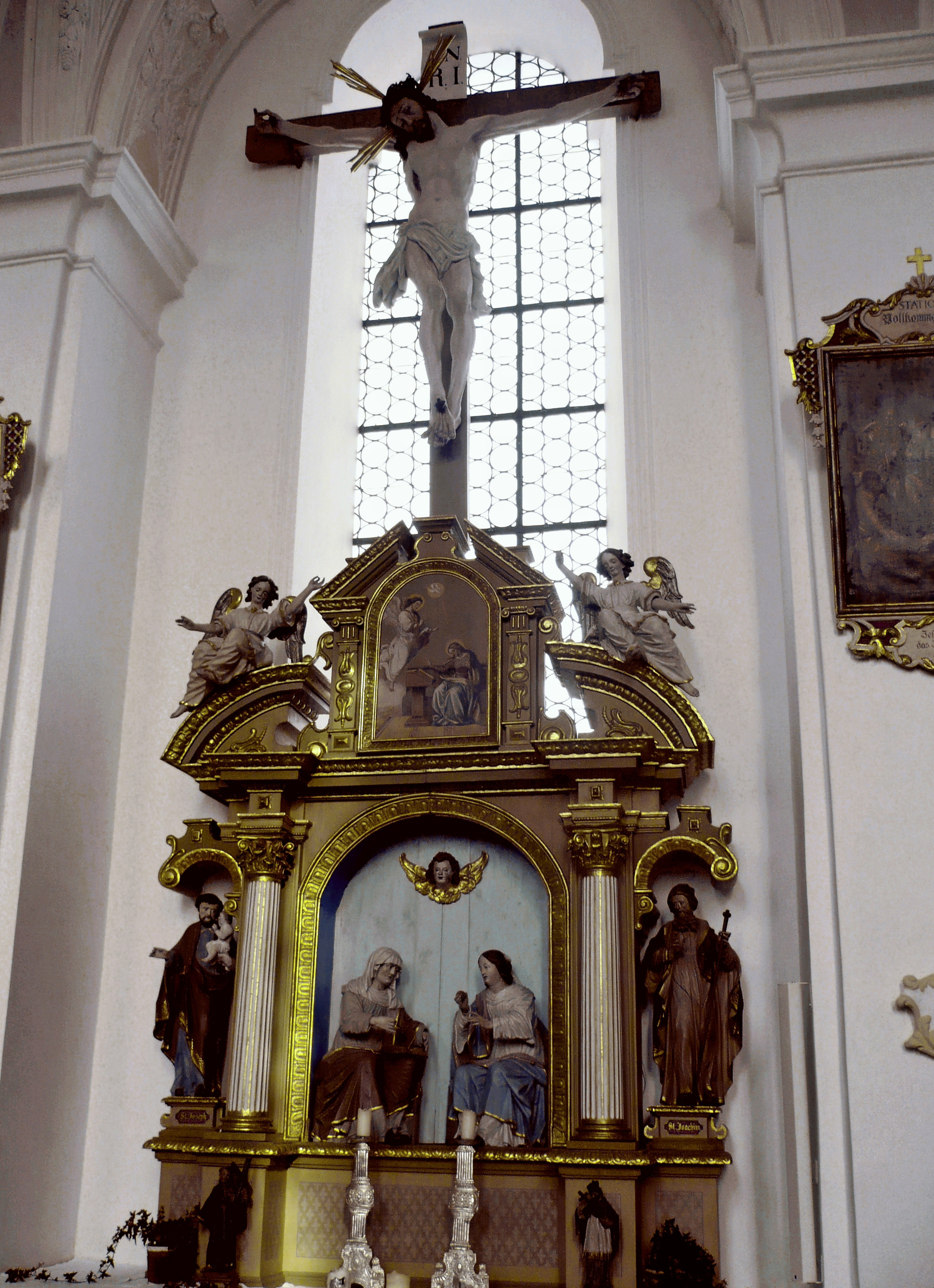
Kreuzigung und Annenaltar
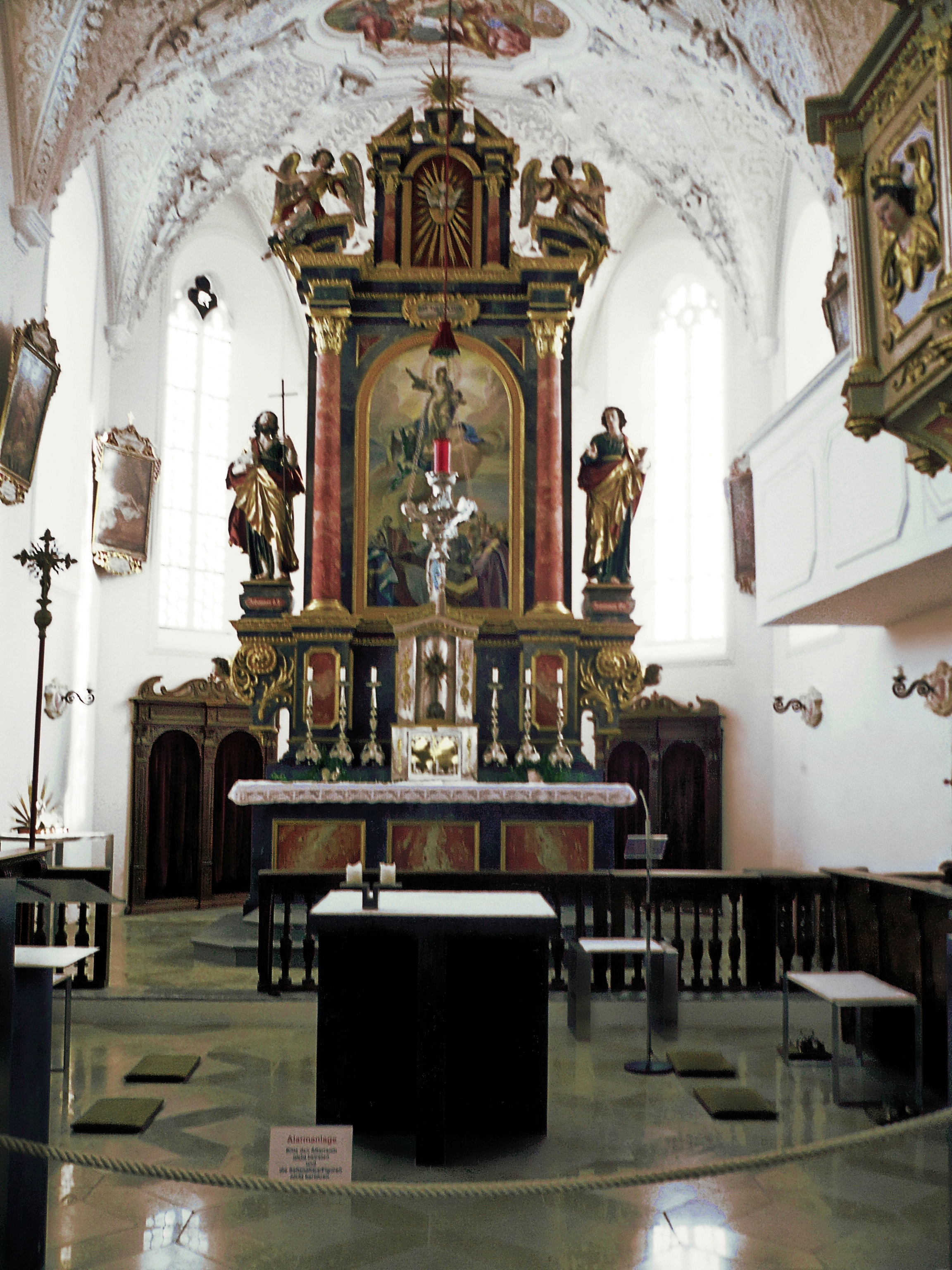
Hochaltar mit Skulpturen von Dirr
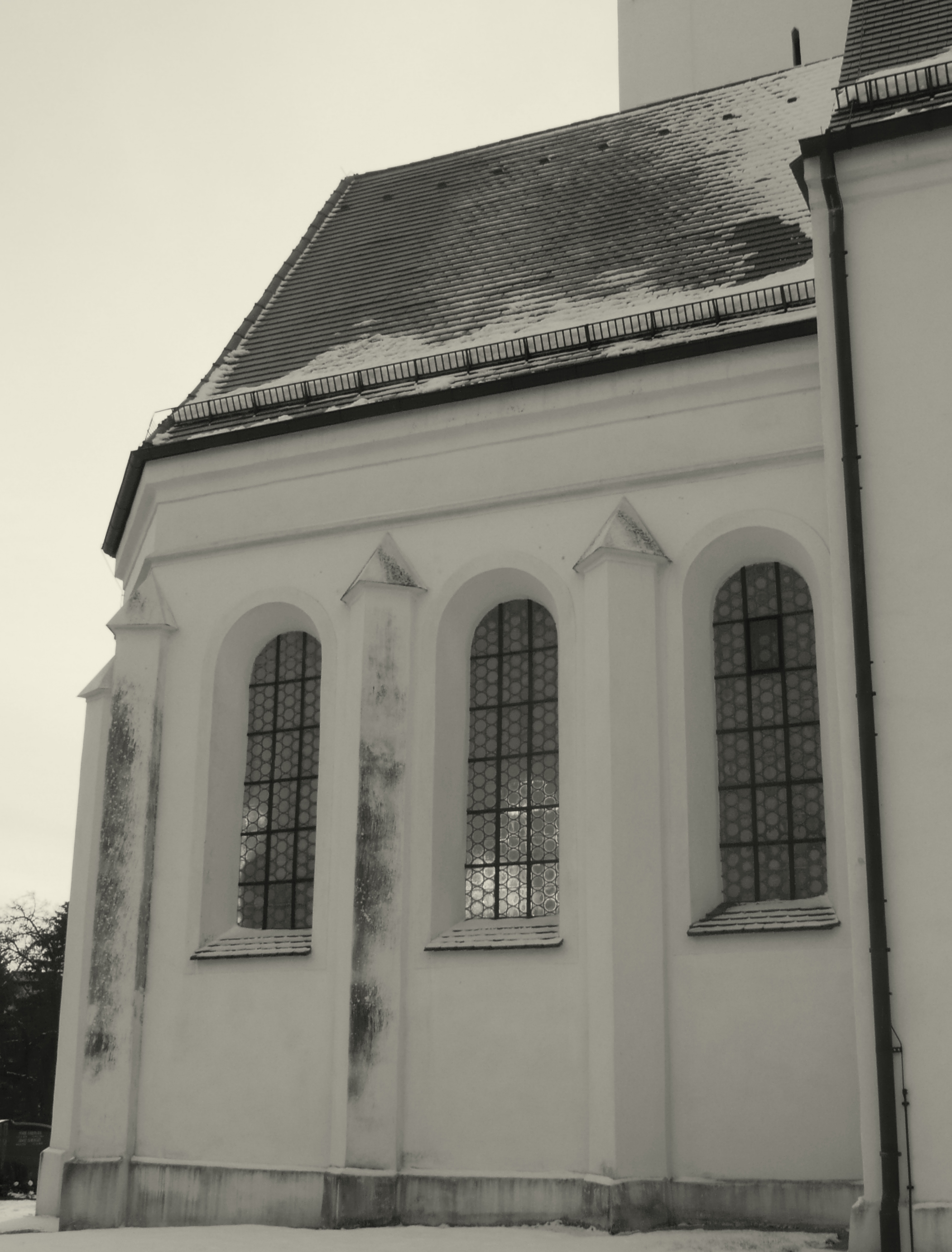
Chor der Kirche
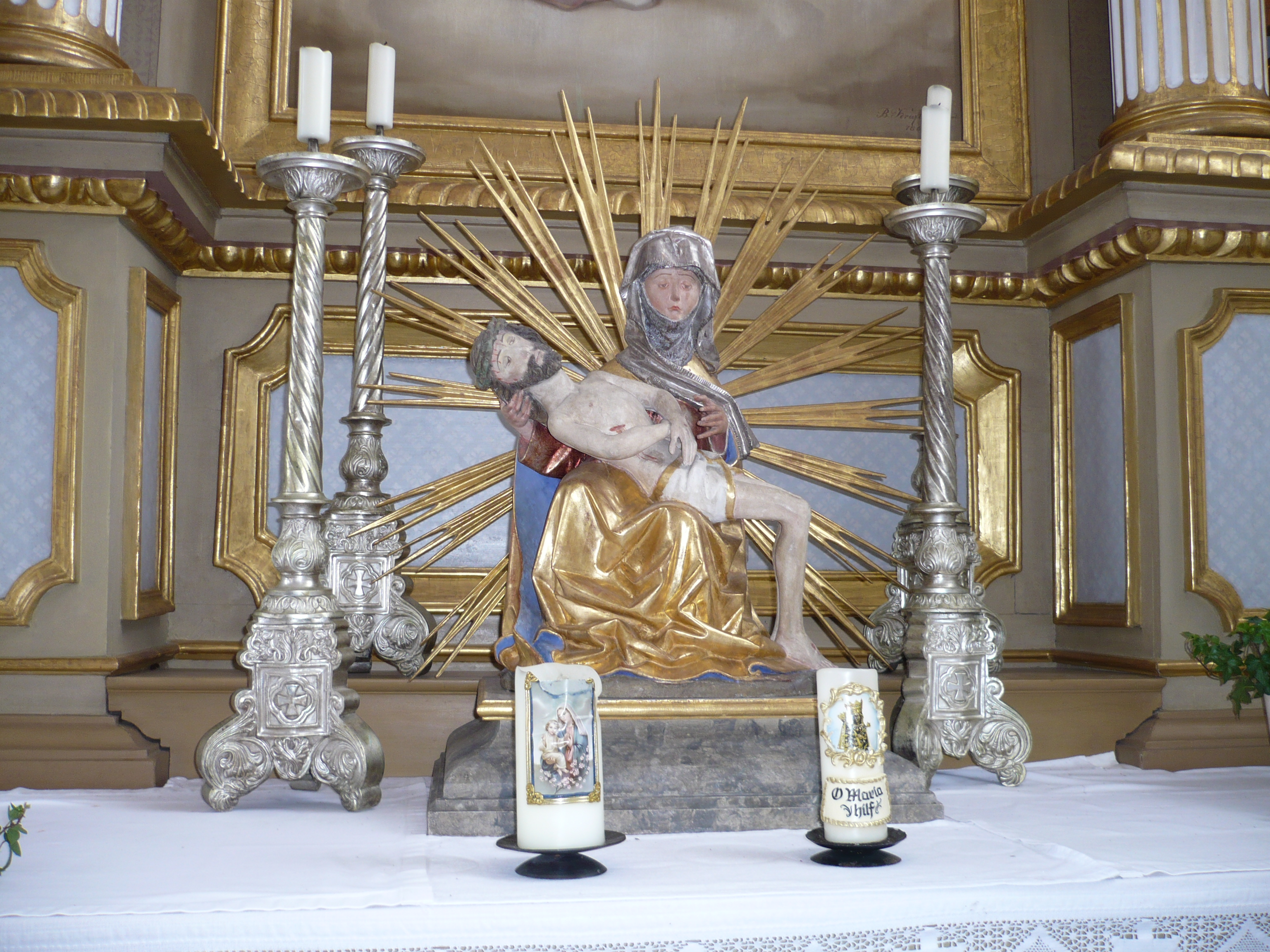
Vesperbild am linken Seitenaltar